# Vulcaniella cognatella
Vulcaniella cognatella — вид лускокрилих комах родини розкішних вузькокрилих молей (Cosmopterigidae).

## Поширення
Вид поширений у Східному Середземномор'ї (Греція, Північна Македонія, Хорватія, Італія, Сардинія). Присутній також у фауні України.

## Опис
Розмах крил 7-9 мм. Забарвлення сіро-коричневе. Плями на внутрішньому краї крила часто блідо-золотисті і злегка фіолетові. Перші три сегменти живота вохряно-коричневого кольору. Вид схожий на Vulcaniella pomposella. Відрізнити їх можна лише при огляді статевих органів.

## Спосіб життя
Метелики літають у червні-липні. Личинки живляться листям шавлії лікарської, мінуючи його. Личинка живе у шовковій трубці на нижній частині листка.